# The Game Awards 2022
The Game Awards 2022 (сокр. TGA 2022) — девятая по счёту ежегодная церемония награждения The Game Awards, отмечающая достижения в индустрии компьютерных игр и киберспорта. Мероприятие прошло 8 декабря 2022 года в Microsoft Theater, Лос-Анджелес, США; ведущим, как и в прошлые года, выступил Джефф Кили. Нововведением шоу стала категория «Лучшая адаптация», на награду в которой могут претендовать фильмы, сериалы и другие материалы, основанные на компьютерных играх.

## Шоу
Девятая церемония награждения The Game Awards прошла 8 декабря 2022 года в Microsoft Theater в Лос-Анджелесе. Впервые с 2019 года на шоу присутствовала живая аудитория из 1000 человек — ранее это было невозможно из-за пандемии COVID-19. Ведущим шоу традиционно выступил Джефф Кили, исполнительным продюсером стал Кимми Ким, креативным директором — Лирой Беннет, а режиссёром — Ричард Пройс. Выставка транслировалась через более 40 платформ по всему миру, включая YouTube, Twitch, Twitter, Facebook и TikTok Live. В рамках шоу прошёл концерт The Game Awards Orchestra под руководством дирижёра Лорна Балфа. По словам Джеффа, на The Game Awards 2022 была учтена критика зрителей, в результате чего шоу постарались сделать «значительно короче» — по задумке оно должно было длиться около 2,5 часов.

### Анонсы

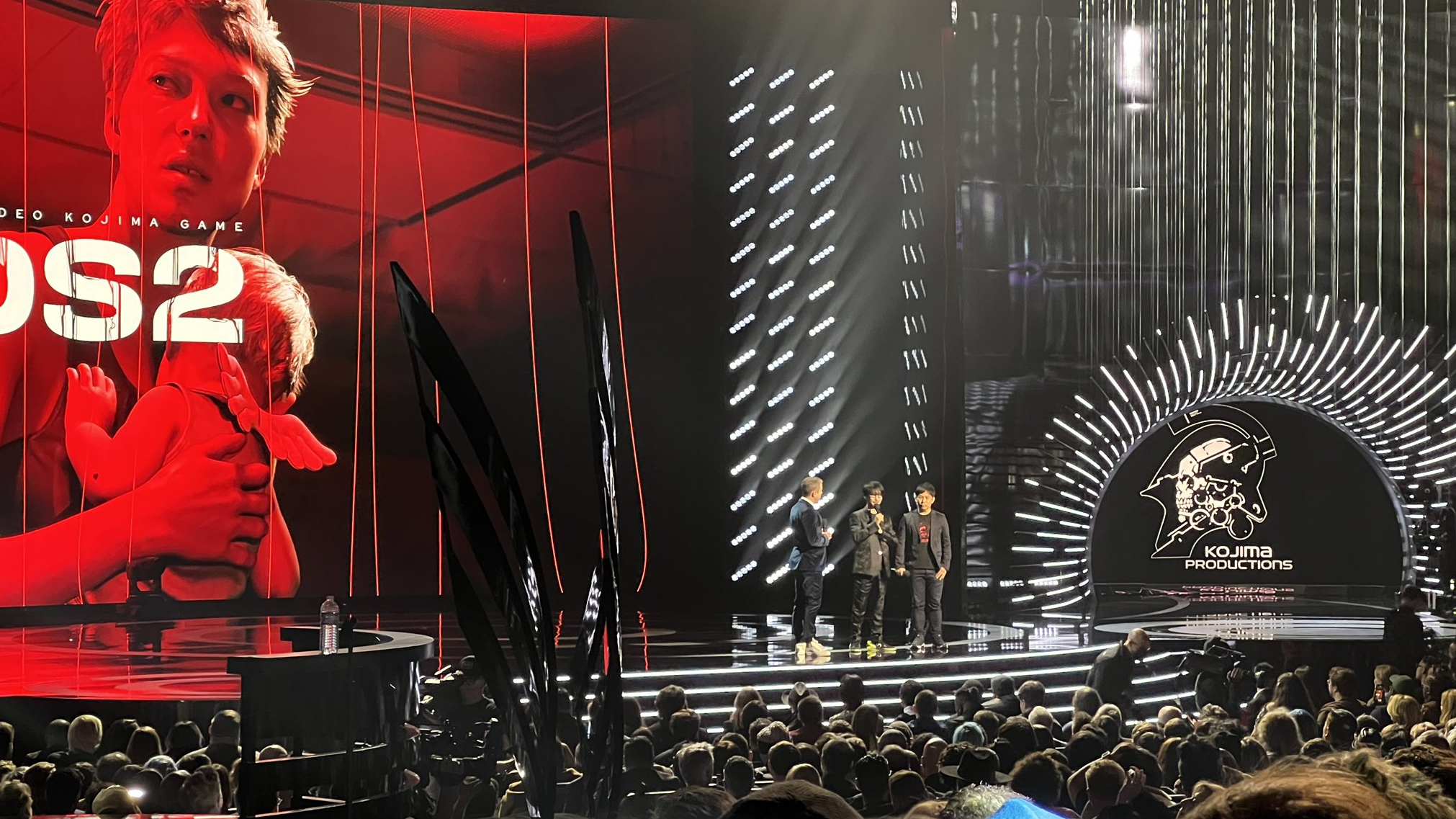
Death Stranding 2 была анонсирована в рамках The Game Awards 2022

Джеффа Кили планировал представить на выставке более 50 игр, включая большие проекты на Unreal Engine 5. Из них 30—40 игр — ранее анонсированные проекты, получающие новые трейлеры или контент.
Для игры Among Us был анонсирован режим игры в прятки. Для Dead Cells было анонсировано дополнение-кроссовер Return to Castlevania. Для Horizon Forbidden West было анонсировано дополнение Burning Shores. Thatgamecompany анонсировала виртуальный концерт, проводимый в Sky: Children of the Light. Было объявлено о выпуске демо-версии Forspoken для PlayStation 5, о портировании Returnal и The Last of Us Part I на ПК, а также Vampire Survivors на мобильные устройства. Новые трейлеры были представлены для Baldur’s Gate 3, Blue Protocol, Company of Heroes 3, Cyberpunk 2077: Phantom Liberty, Destiny 2: Lightfall, Diablo IV, Dune: Awakening, Final Fantasy XVI, Fire Emblem Engage, Horizon Call of the Mountain, Meet Your Maker, Nightingale, Replaced, Star Wars Jedi: Survivor, Street Fighter 6, Suicide Squad: Kill the Justice League, Tekken 8, The Lords of the Fallen, Viewfinder, Warhammer 40,000: Space Marine 2 и Wild Hearts. Также был показан первый отрывок из мультфильма «Супербратья Марио».
Среди новых игр, анонсированных на церемонии:
- After Us
- Armored Core VI: Fires of Rubicon
- Banishers: Ghosts of New Eden
- Bayonetta Origins: Cereza and the Lost Demon
- Crash Team Rumble
- Crime Boss: Rockay City
- Death Stranding 2
- Earthblade
- Hades II
- Hellboy: Web of Wyrd
- Immortals of Aveum
- Judas
- Post Trauma
- Remnant 2
- Transformers Reactivate
- Valiant Hearts: Coming Home
- Wayfinder

### Прерывание шоу
После объявления Elden Ring игрой года неизвестный подросток поднялся на сцену вслед за разработчиками и стал ждать, пока они закончат свою речь. Когда речь Хидэтаки Миядзаки закончилась и оркестр начал играть музыку, подросток подошёл к микрофону и заявил: «я хочу поблагодарить всех, и сказать, что я думаю, что хочу номинировать [sic] эту награду моему реформированному ортодоксальному раввину Биллу Клинтону». Речь длилась 13 секунд, во время которых Кили звал охрану. Подошедшие охранники вывели неизвестного и Кили закончил шоу по плану. Через несколько минут Кили объявил в Твиттере, что подросток был задержан полицией.
Журналисты раскритиковали шоу за этот инцидент, который с одной стороны подверг разработчиков Elden Ring потенциальной опасности, а с другой — отвлёк внимание от их награды. Дальнейшие свидетельства полагали, что подросток спланировал свою акцию заранее. Акция привела к обширному обсуждению в интернете, Билл Клинтон попал в топ раздела «Политика» Твиттера. Зрители начали создавать мемы с юношей, в которых сравнивали его с тёмным фантомом из игр Souls и создавали коллажи на базе обложки Elden Ring.

## Награды

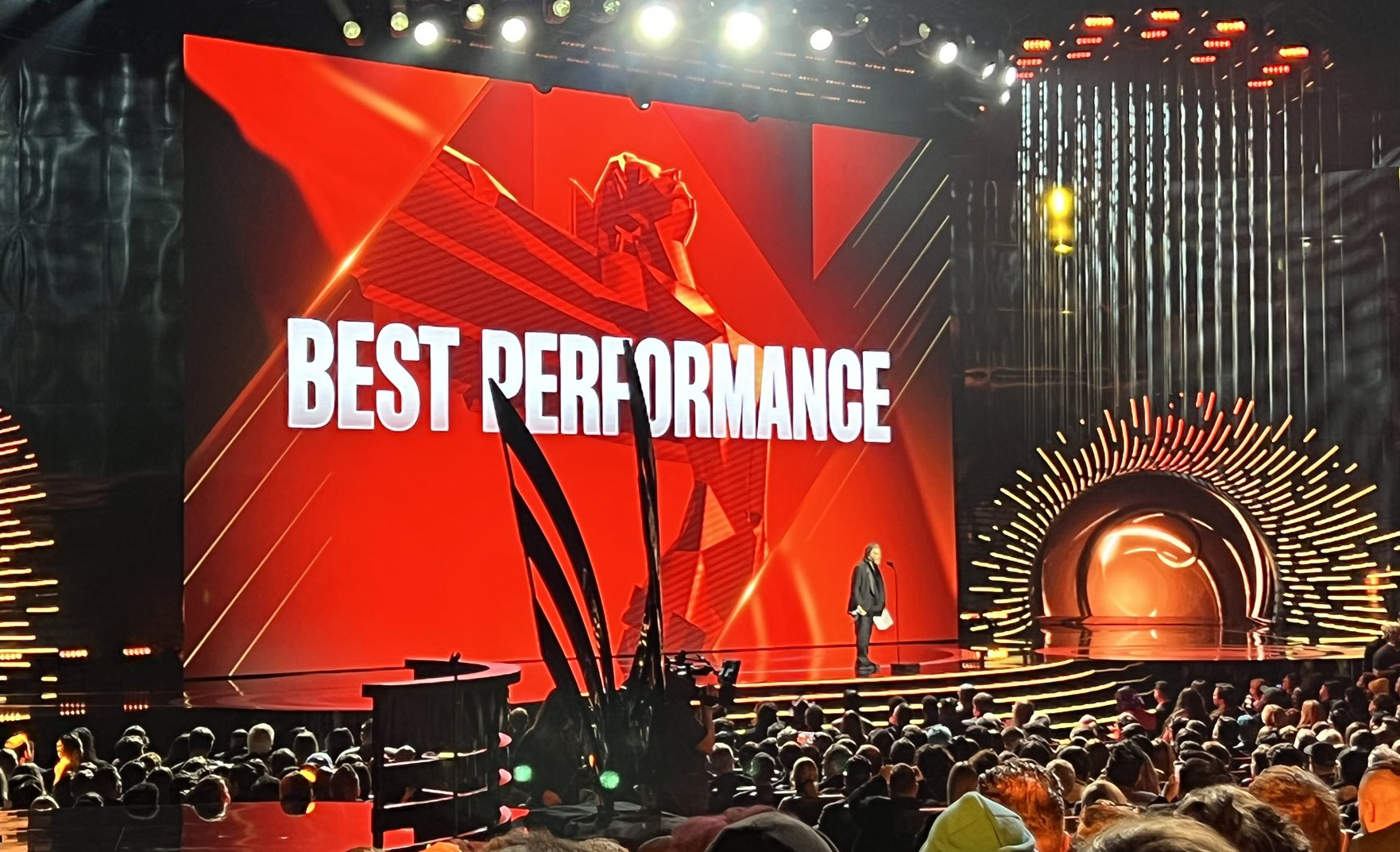
Аль Пачино объявляет победителя в номинации «Лучшая актёрская игра»

Номинации были объявлены 14 ноября 2022 года в рамках специальной трансляции; сразу по её завершении открылось зрительское голосование на официальном сайте. Абсолютным лидером по числу номинаций стала God of War: Ragnarök, попавшая в список десять раз (с учётом категории «Лучшая актёрская игра», на которую были выдвинуты два актёра озвучки God of War: Ragnarök). На номинацию могла рассчитывать любая игра, чей выпуск был назначен на 18 ноября или ранее. В 2022 году была добавлена новая категория — «Лучшая адаптация», на награду в которой могут претендовать фильмы, сериалы, подкасты, книги, комиксы и другие материалы, основанные на компьютерных играх. В категории «Лучшее киберспортивное мероприятие» впервые не была номинирована The International 11 — ранее турниры серии The International номинировались на каждый The Game Awards начиная с 2018 года, в котором на выставку были добавлены киберспортивные категории.
Победители определяются голосованием среди жюри (с весом 90%) и зрителей (с весом 10%), которое проводится на официальном сайте и в Discord-сервере, а для китайских игроков также через сервис Bilibili. Для категорий «Инновация в сфере доступности», «Лучшая адаптация» и киберспортивных наград были собраны специализированные составы жюри. Категория «Голос игроков» стал единственной, в которой победитель всецело определяется за счёт голосования среди зрителей. Выбор игры года по версии игроков проводится в три этапа: в первом туре игроки могут проголосовать за 10 игр из 30 номинантов; во втором туре — за 5 игр из 10 финалистов прошлого тура; в третьем — выбрать игру из оставшихся пяти кандидатов. На «Голос игроков» могли быть номинированы не только игры, вышедшие в 2022 году; кроме того, в голосование попала игра Sonic Frontiers, которая не была номинирована на основную премию из-за слишком позднего выпуска.
Начиная со второго раунда, в категории «Голос игроков» разразился скандал вокруг двух лидирующих игр — Sonic Frontiers и Genshin Impact. Многие зрители предполагали, что игроки в Genshin Impact голосуют за свою игру в надежде получить внутриигровые награды — с учётом того, что miHoYo ранее раздавала внутриигровые награды в честь победы в категории «Лучшая мобильная игра» на The Game Awards 2021 и Гран-при PlayStation Partner Awards 2022. Фанаты Genshin Impact в свою очередь обвиняли фанатов Sonic Frontiers в накрутке голосов ботами. Некоторые пользователи сообщали, что сайт позволял голосовать только за Genshin Impact и Sonic Frontiers. Напряжение между фэндомами накалялось: фанаты игр начали писать нападки в адрес друг друга, а на сабреддите r/SonicTheHedgehog обсуждение награды и вовсе было запрещено. Джефф Кили заявил, что возникающие разногласия в очередной раз убедили их в том, что основные категории не должны полностью определяться голосами игроков. Перед объявлением победителя Кили подчеркнул, что голоса ботов не учитывались при подсчёте. Разработчики победившей Genshin Impact поблагодарили фанатов за поддержку и действительно раздали игрокам внутриигровые награды, однако многие игроки остались ими недовольны.
По словам Джеффа Кили, за первые сутки в голосовании приняло на 42 % больше человек, чем за аналогичный период на The Game Awards 2021. За неделю число голосов достигло 35 миллионов — это больше, чем в 2021 году было отдано в течение всех трёх недель голосования. Всего в голосовании приняло участие 55 миллионов зрителей.

### Игры
| Игра года Победитель: - Elden Ring Номинанты: - A Plague Tale: Requiem - God of War: Ragnarök - Horizon Forbidden West - Stray - Xenoblade Chronicles 3 | Лучшая игровая режиссура Победитель: - Elden Ring Номинанты: - God of War: Ragnarök - Horizon Forbidden West - Immortality - Stray |
| Лучшее игровое повествование Победитель: - God of War: Ragnarök Номинанты: - A Plague Tale: Requiem - Elden Ring - Horizon Forbidden West - Immortality | Лучшее визуальное оформление Победитель: - Elden Ring Номинанты: - God of War: Ragnarök - Horizon Forbidden West - Scorn - Stray |
| Лучший саундтрек Победитель: - God of War: Ragnarök Номинанты: - A Plague Tale: Requiem - Elden Ring - Metal: Hellsinger - Xenoblade Chronicles 3 | Лучшее звуковое оформление Победитель: - God of War: Ragnarök Номинанты: - Call of Duty: Modern Warfare II - Elden Ring - Gran Turismo 7 - Horizon Forbidden West                                                                        |
| Лучшая актёрская игра Победитель: - Кристофер Джадж в роли Кратоса — God of War: Ragnarök Номинанты: - Эшли Бёрч в роли Элой — Horizon Forbidden West - Шарлотта Макбёрни в роли Амиции — A Plague Tale: Requiem - Мэнон Гейдж в роли Мариссы Марсель — Immortality - Санни Салджик в роли Атрея — God of War: Ragnarök | Наибольшее социальное влияние Победитель: - As Dusk Falls Номинанты: - A Memoir Blue - Citizen Sleeper - Endling: Extinction is Forever - Hindsight - I was a Teenage Exocolonist                                                        |
| Лучшая поддерживаемая игра Победитель: - Final Fantasy XIV Номинанты: - Apex Legends - Destiny 2 - Fortnite - Genshin Impact | Лучшая независимая игра Победитель: - Stray Номинанты: - Cult of the Lamb - Neon White - Sifu - Tunic |
| Лучшая мобильная игра Победитель: - Marvel Snap Номинанты: - Apex Legends Mobile - Diablo Immortal - Genshin Impact - Tower of Fantasy | Лучшая поддержка сообщества Победитель: - Final Fantasy XIV Номинанты: - Apex Legends - Destiny 2 - Fortnite - No Man’s Sky |
| Инновация в сфере доступности Победитель: - God of War: Ragnarök Номинанты: - As Dusk Falls - Return to Monkey Island - The Last of Us Part I - The Quarry | Лучшая VR/AR-игра Победитель: - Moss: Book II Номинанты: - After the Fall - Among Us VR - BoneLab - Red Matter 2 |
| Лучшая экшен-игра Победитель: - Bayonetta 3 Номинанты: - Call of Duty: Modern Warfare II - Neon White - Sifu - Teenage Mutant Ninja Turtles: Shredder’s Revenge | Лучшая приключенческая экшен-игра Победитель: - God of War: Ragnarök Номинанты: - A Plague Tale: Requiem - Horizon Forbidden West - Stray - Tunic                                                                                        |
| Лучшая ролевая игра Победитель: - Elden Ring Номинанты: - Live A Live - Pokémon Legends: Arceus - Triangle Strategy - Xenoblade Chronicles 3 | Лучший файтинг Победитель: - MultiVersus Номинанты: - DNF Duel - JoJo’s Bizarre Adventure: All Star Battle - The King of Fighters XV - Sifu                                                                                              |
| Лучшая семейная игра Победитель: - Kirby and the Forgotten Land Номинанты: - Lego Star Wars: The Skywalker Saga - Mario + Rabbids Sparks of Hope - Nintendo Switch Sports - Splatoon 3 | Лучший симулятор или стратегия Победитель: - Mario + Rabbids Sparks of Hope Номинанты: - Dune: Spice Wars - Total War: Warhammer III - Two Point Campus - Victoria 3                                                                     |
| Лучшая спортивная/гоночная игра Победитель: - Gran Turismo 7 Номинанты: - F1 22 - FIFA 23 - NBA 2K23 - OlliOlli World | Лучшая многопользовательская игра Победитель: - Splatoon 3 Номинанты: - Call of Duty: Modern Warfare II - MultiVersus - Overwatch 2 - Teenage Mutant Ninja Turtles: Shredder’s Revenge                                                   |
| Лучший дебют инди-разработчика Победитель: - Stray Номинанты: - Neon White - Norco - Tunic - Vampire Survivors | Лучшая адаптация Победитель: - «Аркейн» (League of Legends) Номинанты: - «Киберпанк: Бегущие по краю» (Cyberpunk 2077) - «Шоу Чашека!» (Cuphead) - «Соник 2 в кино» (Sonic the Hedgehog) - «Анчартед: На картах не значится» (Uncharted) |
| Самая ожидаемая игра Победитель: - The Legend of Zelda: Tears of the Kingdom Номинанты: - Final Fantasy XVI - Hogwarts Legacy - Resident Evil 4 - Starfield | Голос игроков Победитель: - Genshin Impact Номинанты (3-й тур): - Elden Ring - God of War: Ragnarök - Sonic Frontiers - Stray |

### Киберспорт и контент-мейкеры
| Лучшая киберспортивная дисциплина Победитель: - Valorant Номинанты: - Counter-Strike: Global Offensive - Dota 2 - League of Legends - Rocket League                                                              | Лучший киберспортсмен Победитель: - Джейкоб «Yay» Уайтекер (Valorant) Номинанты: - Джи Хун «Chovy» Чови (League of Legends) - Ли Сан «Faker» Хёк (League of Legends) - Финн «Karrigan» Андерсен (Counter-Strike: Global Offensive) - Александр «S1mple» Костылев (Counter-Strike: Global Offensive)     |
| Лучшая киберспортивная команда Победитель: - Loud (Valorant) Номинанты: - DarkZero Esports (Apex Legends) - FaZe Clan (Counter-Strike: Global Offensive) - Gen.G (League of Legends) - LA Thieves (Call of Duty) | Лучший киберспортивный тренер Победитель: - Матеус «bzkA» Тараскони (Valorant) Номинанты: - Андрей «B1ad3» Городенский (Counter-Strike: Global Offensive) - Эрик «d00mbr0s» Сандгрен (Valorant) - Роберт «RobbaN» Дальстрём (Counter-Strike: Global Offensive) - Го «Score» Дон Бин (League of Legends) |
| Лучшее киберспортивное мероприятие Победитель: - 2022 League of Legends World Championship Номинанты: - Evo 2022 - PGL Major Antwerp 2022 - 2022 Mid-Season Invitational - 2022 Valorant Champions               | Контент-мейкер года Победитель: - Людвиг «Ludwig» Агрен Номинанты: - Карл «GamerBoyKarl» Джейкобс - Nibellion - Бруну «Nobru» Гоис - QTCinderella |

## Игры с наибольшим количеством номинаций и наград
| Номинаций | Игра                                             |
| --------- | ------------------------------------------------ |
| 10        | God of War: Ragnarök                             |
| 7         | Elden Ring                                       |
| 7         | Horizon Forbidden West                           |
| 6         | Stray                                            |
| 5         | A Plague Tale: Requiem                           |
| 3         | Apex Legends                                     |
| 3         | Call of Duty: Modern Warfare II                  |
| 3         | Immortality                                      |
| 3         | Neon White                                       |
| 3         | Sifu                                             |
| 3         | Tunic                                            |
| 3         | Xenoblade Chronicles 3                           |
| 2         | As Dusk Falls                                    |
| 2         | Destiny 2                                        |
| 2         | Final Fantasy XIV                                |
| 2         | Fortnite                                         |
| 2         | Genshin Impact                                   |
| 2         | Gran Turismo 7                                   |
| 2         | Mario + Rabbids Sparks of Hope                   |
| 2         | MultiVersus                                      |
| 2         | Return to Monkey Island                          |
| 2         | Splatoon 3                                       |
| 2         | Teenage Mutant Ninja Turtles: Shredder’s Revenge |

| Наград | Игра                 |
| ------ | -------------------- |
| 6      | God of War: Ragnarök |
| 4      | Elden Ring           |
| 2      | Final Fantasy XIV    |
| 2      | Stray                |

## Комментарии
1. ↑  Полный список номинантов на начало первого раунда: A Plague Tale: Requiem, Apex Legends, Bayonetta 3, Call of Duty: Modern Warfare II, Cult of the Lamb, Destiny 2, Elden Ring, Final Fantasy XIV, Fortnite, Genshin Impact, God of War: Ragnarök, Grounded, Horizon Forbidden West, Marvel Snap, Minecraft, MultiVersus, Neon White, No Man’s Sky, Overwatch 2, Pentiment, Pokémon Scarlet и Violet, Sifu, Sonic Frontiers, Splatoon 3, Stray, Teenage Mutant Ninja Turtles: Shredder’s Revenge, Tunic, Valorant, Vampire Survivors и Xenoblade Chronicles 3[35]. Жирным выделены номинанты, прошедшие во второй раунд голосования[36].